# Pokémon Puzzle Challenge
Pokémon Puzzle Challenge (ポケモンでパネポン?, Pokémon de Panepon) è un videogioco rompicapo per Game Boy Color. È basato sui videogiochi Panel de Pon e Pokémon Oro e Argento.

## Trama
Il videogioco consiste nello sconfiggere dei Pokémon portando a zero la loro energia. Per farlo è necessario allineare tre o più pannelli dello stesso colore in senso orizzontale o verticale. Più pannelli uguali si allineano e maggiore sarà il danno inflitto al Pokémon avversario.

## Modalità di gioco

### Training
Modalità di allenamento.

### Monogiocatore
- Challenge: Lo scopo di questa modalità è sconfiggere i capipalestra della regione di Johto. Nei livelli di difficoltà Normale e Difficile è inoltre possibile sfidare i Superquattro e il campione Lance. Per diventare il campione è necessario battere tutti gli allenatori in modalità Difficile.
- Marathon: Consiste nell'ottenere il massimo punteggio possibile. Come in altri Puzzle game, il gioco termina quando i pannelli raggiungono l'estremità superiore dello schermo.
- Time Zone: Lo scopo è quello di realizzare più punti possibile in un arco di tempo limitato. È possibile scegliere la velocità con cui appariranno i blocchi e il livello di difficoltà.
- Line Clear: Per completare questa modalità bisogna battere sette allenatori di fila cercando di evitare che i blocchi raggiungano la parte superiore della schermata.
- Puzzle: In questa modalità i blocchi non si aggiungono alla schermata col passare del tempo. Tutti i pannelli sono statici, e lo scopo è quello eliminarli con un limitato numero di mosse.
- Garbage!: Simile alla modalità Marathon, con la differenza che qui, oltre ai normali blocchi cadono dei "blocchi-spazzatura" che bisogna eliminare assieme a quelli "standard".

### Two Players
Modalità multiplayer per due giocatori.